# Emléktáblák Nagykőrösön
Nagykőrös szócikkhez kapcsolódó képgaléria, mely helyi, országos vagy nemzetközi hírű személyekkel, valamint épületekkel, műtárgyakkal, helynevekkel és eseményekkel összefüggő emléktáblákat tartalmaz.

## Galéria

### Emléktáblák

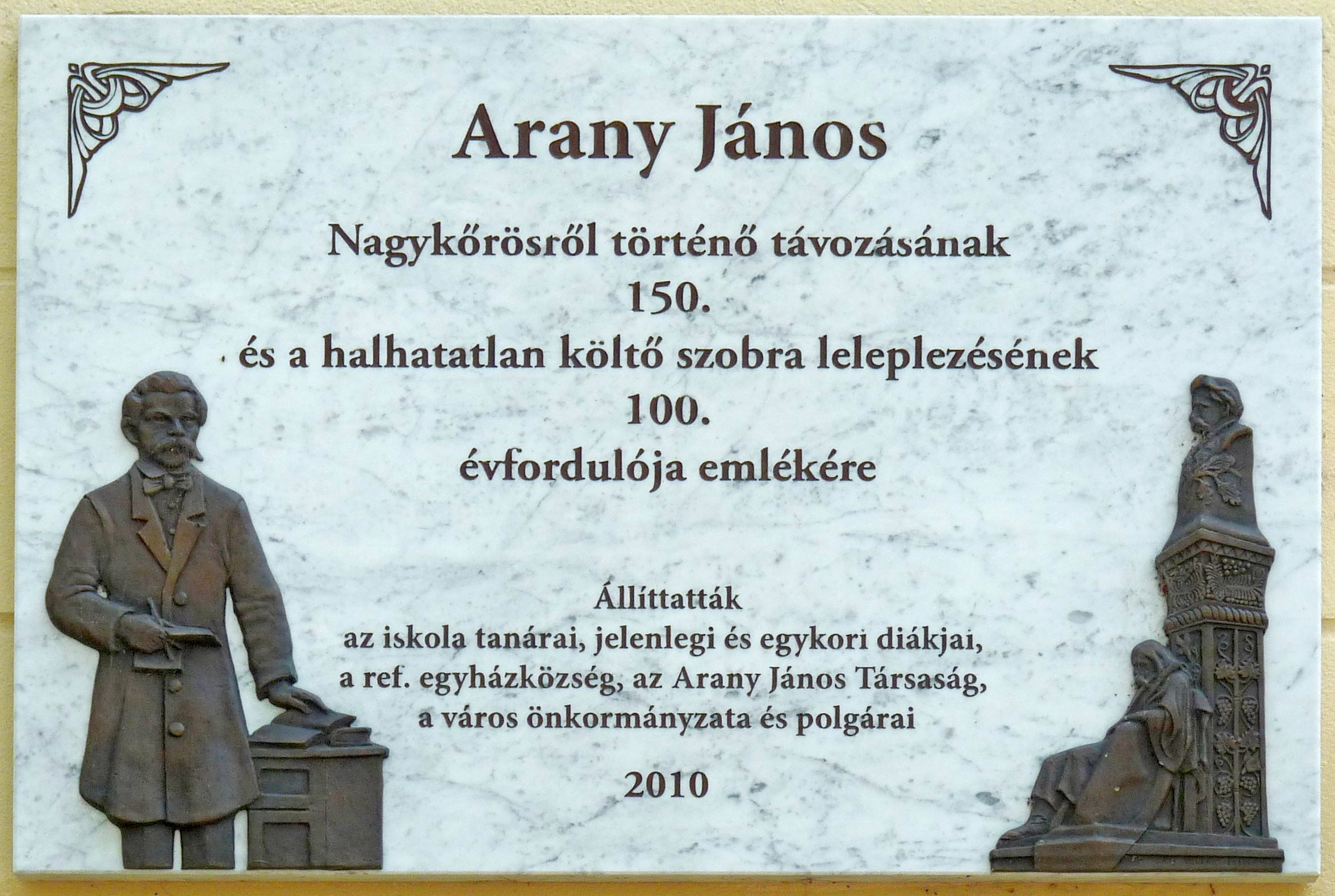
Arany János, Hősök tere 6. alkotó: Sári Zoltán
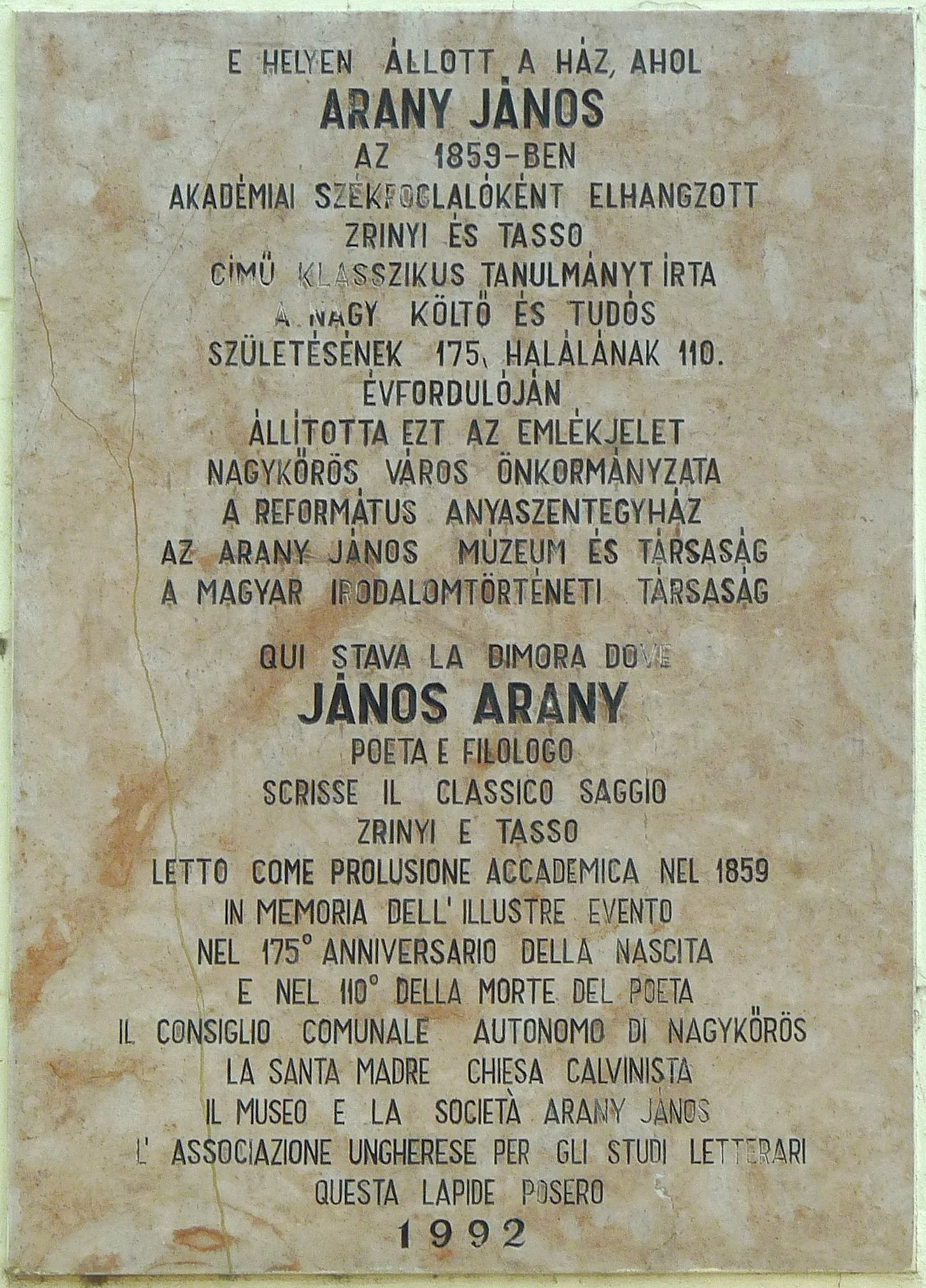
Arany János, Hősök tere 8.
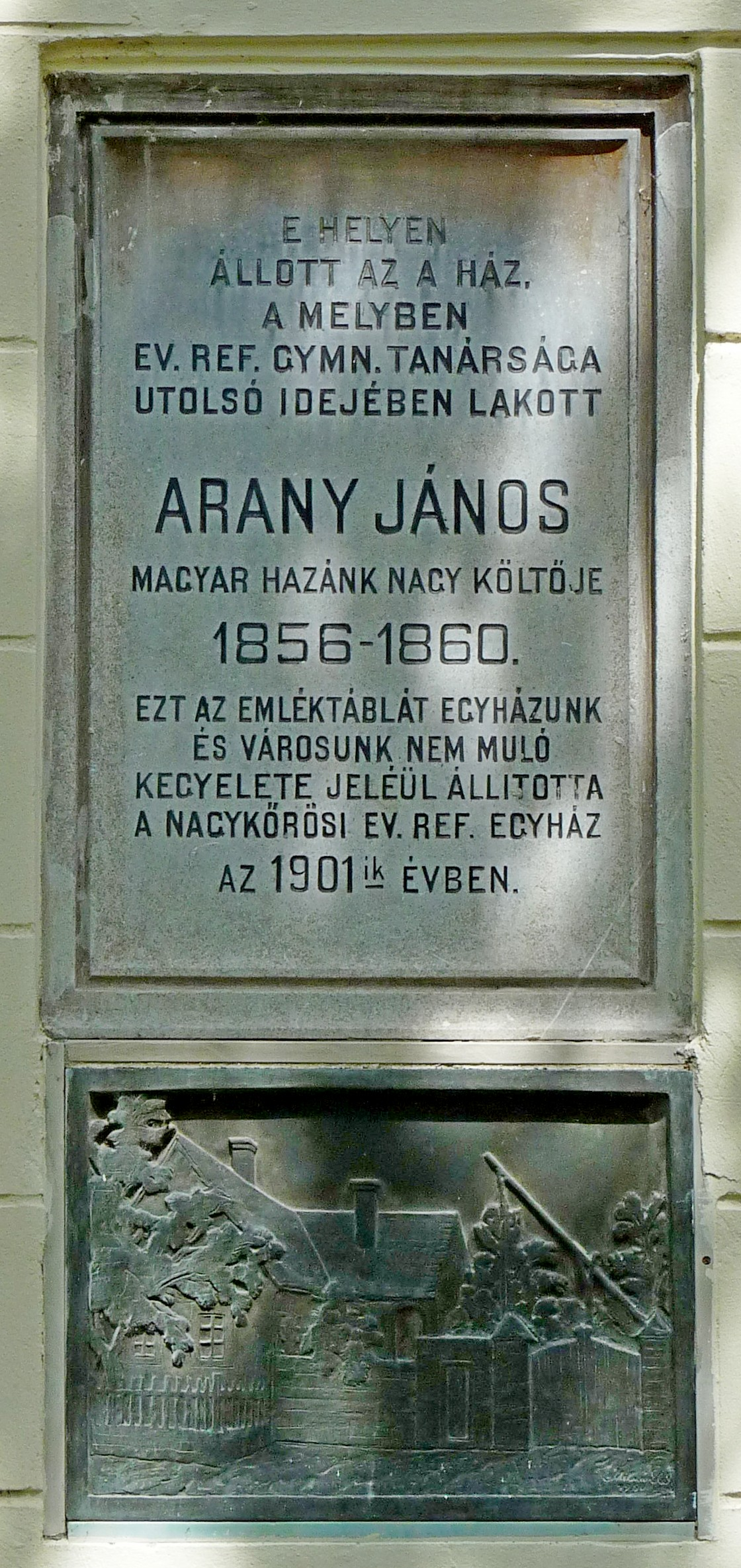
Arany János, Hősök tere 8. alkotó: Molnár Elek
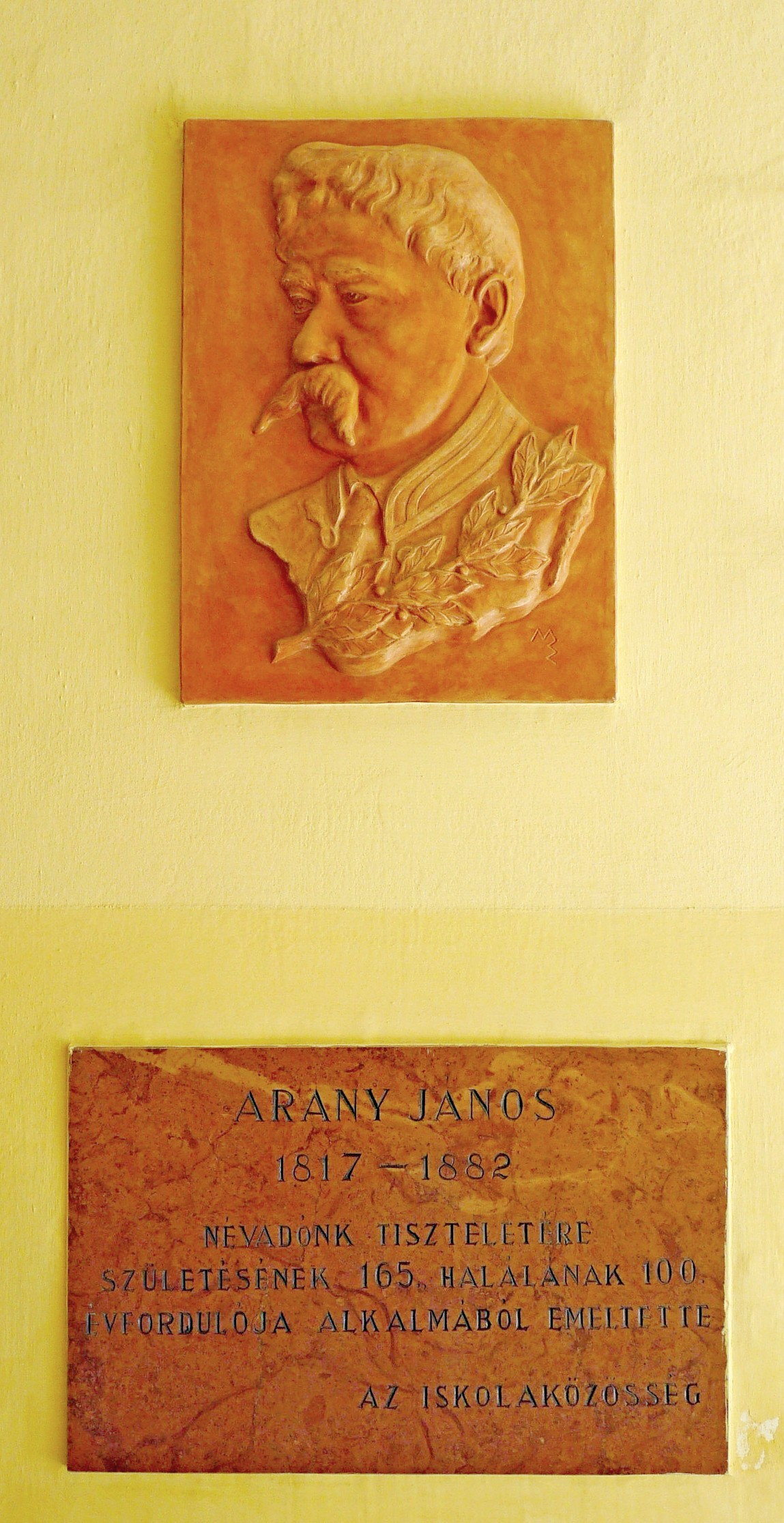
Arany János, Hősök tere 8.
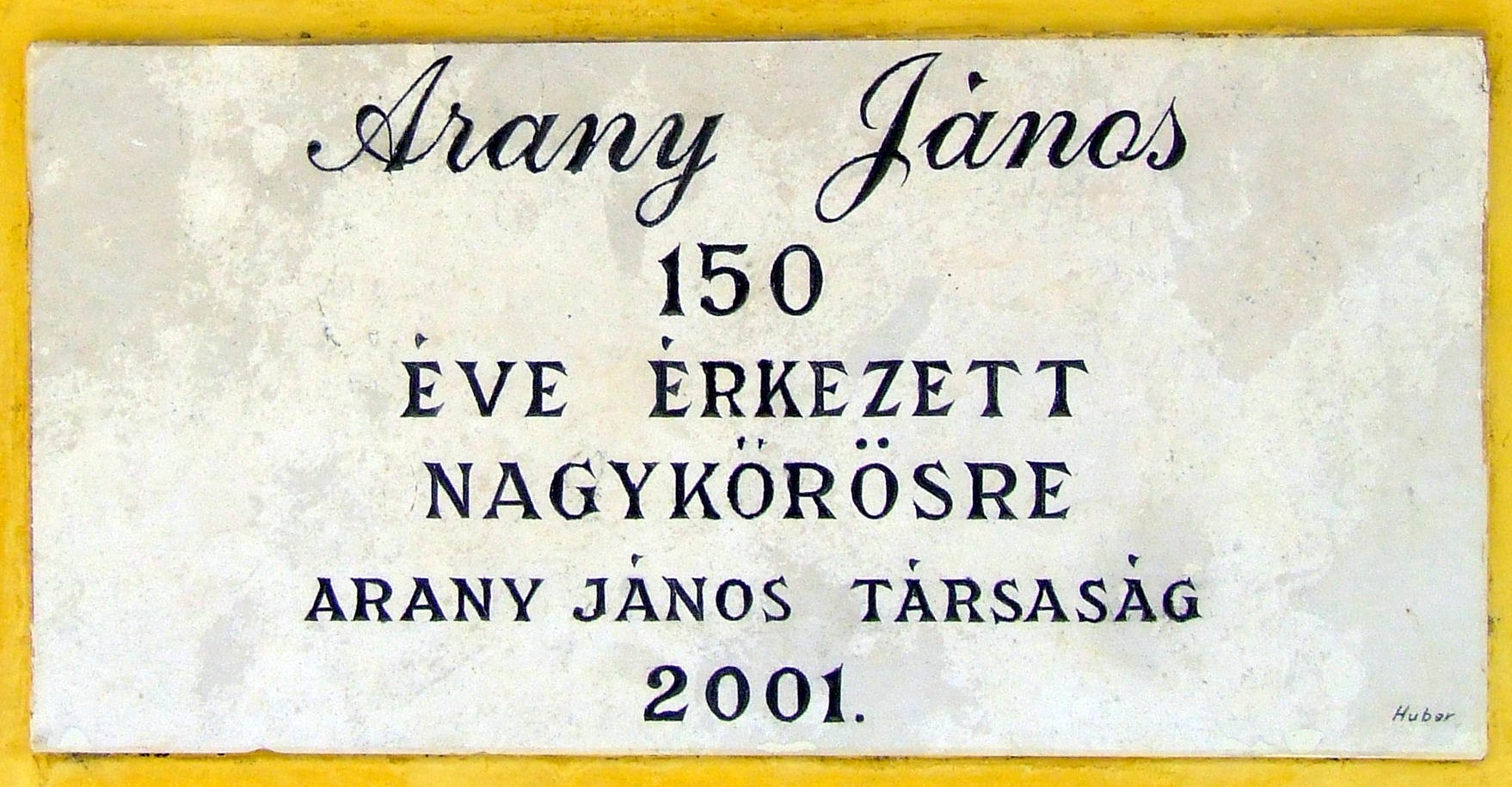
Arany János, Ceglédi út 19.
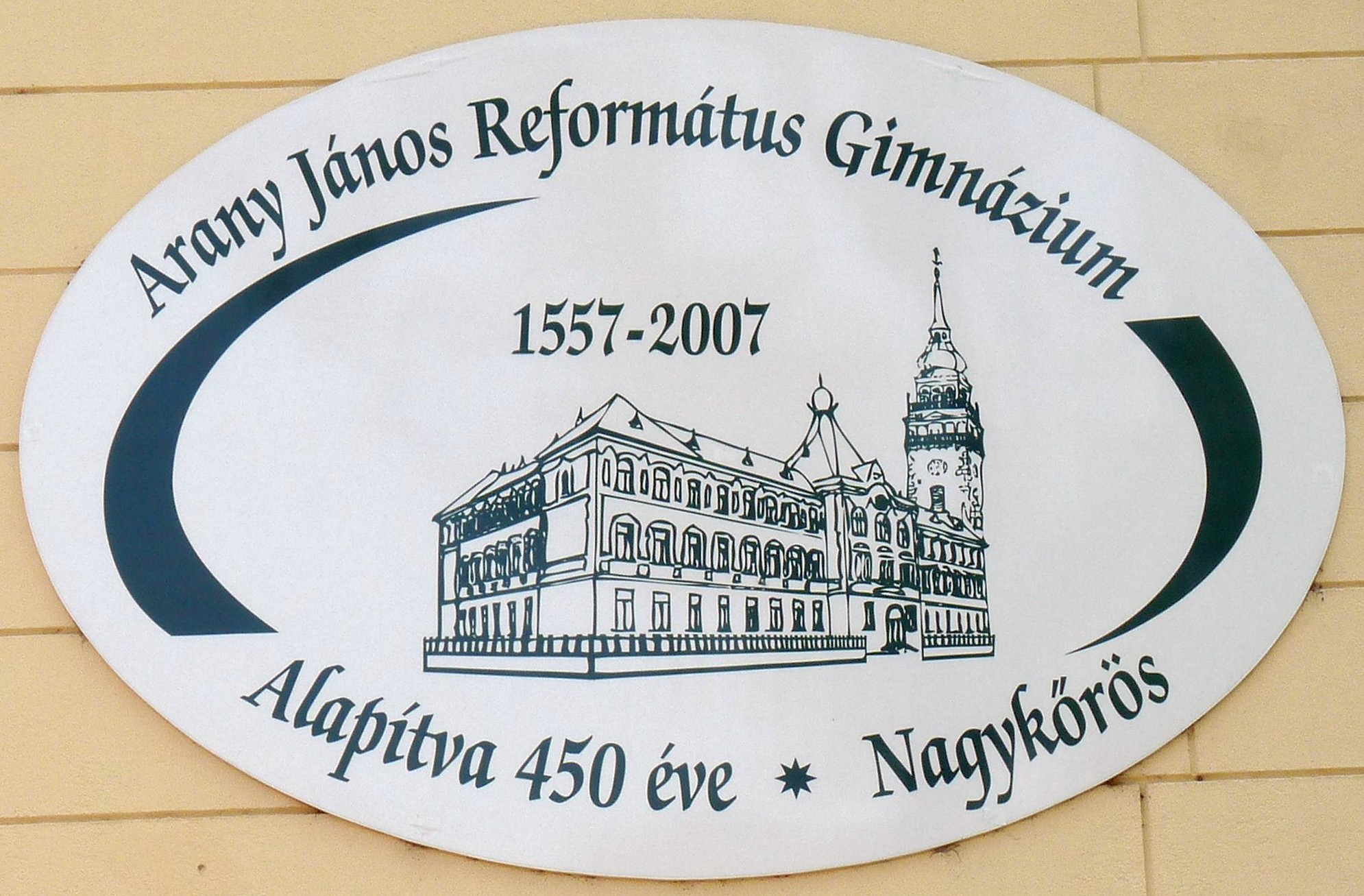
Arany János Református Gimnázium 450. évf., Hősök tere 6.
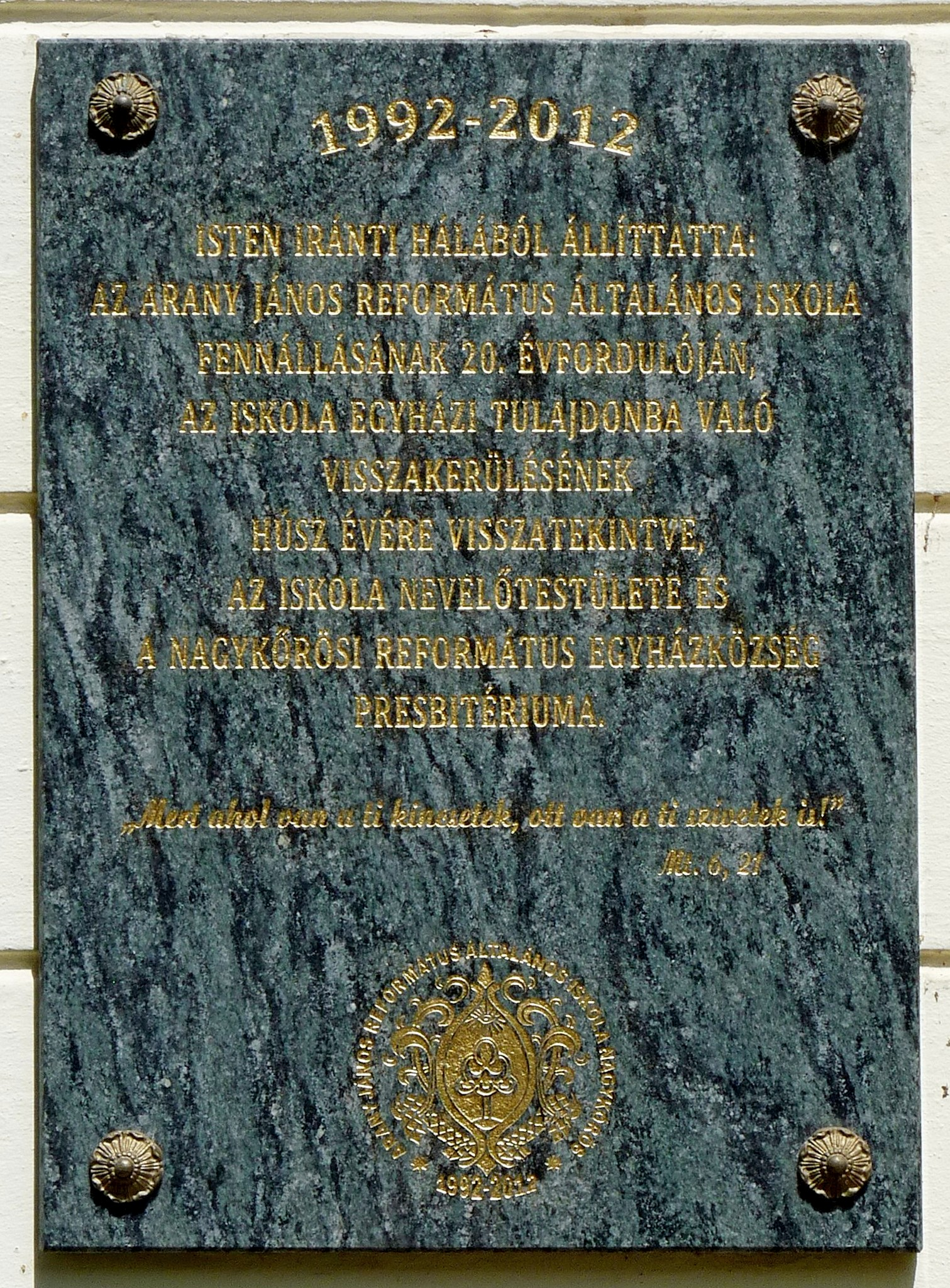
Arany János Református Gyakorló Általános Iskola 20. évf., Hősök tere 8.
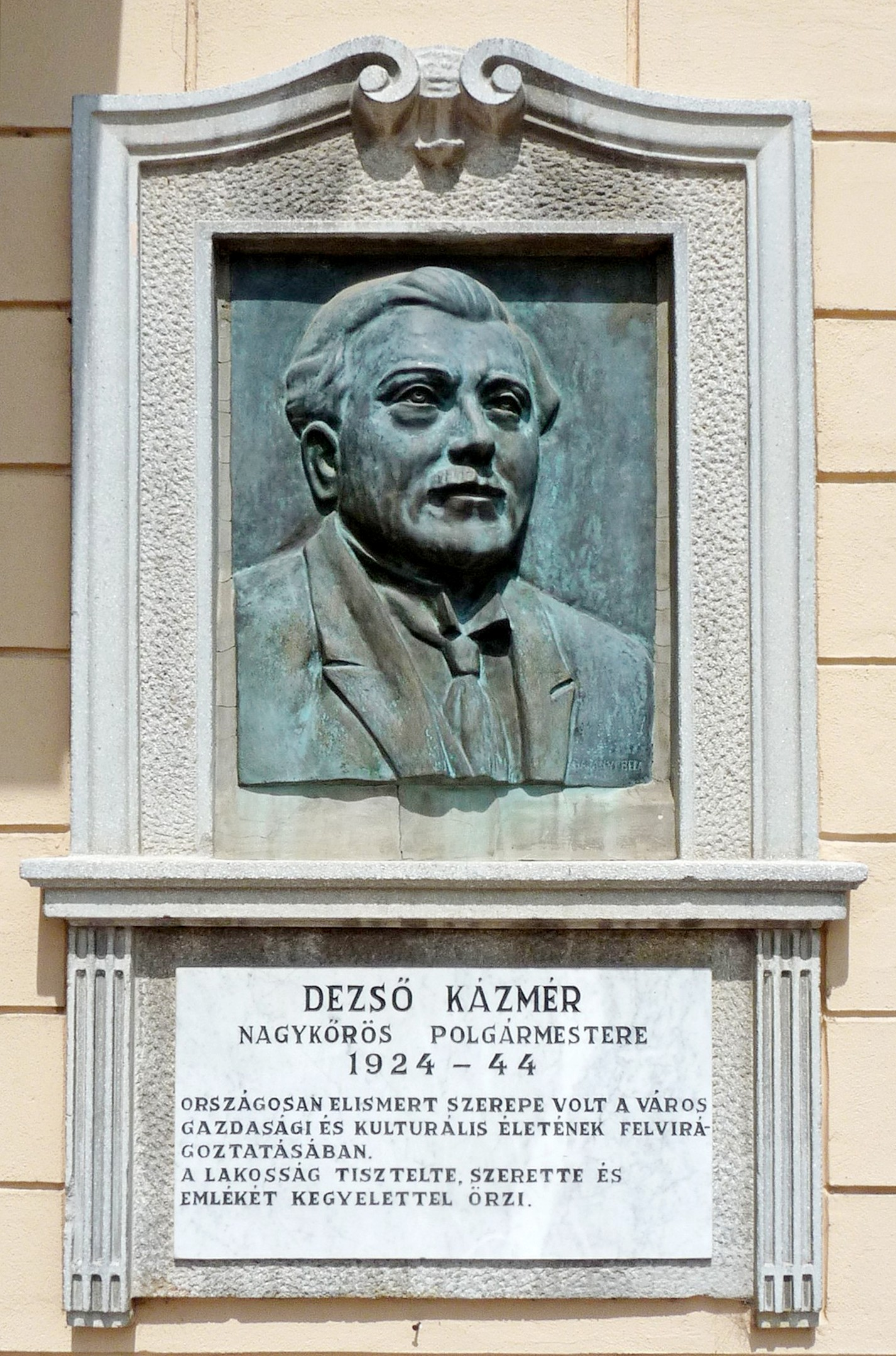
Dezső Kázmér, Szabadság tér 5. alkotó: Dr. Balanyi Béla
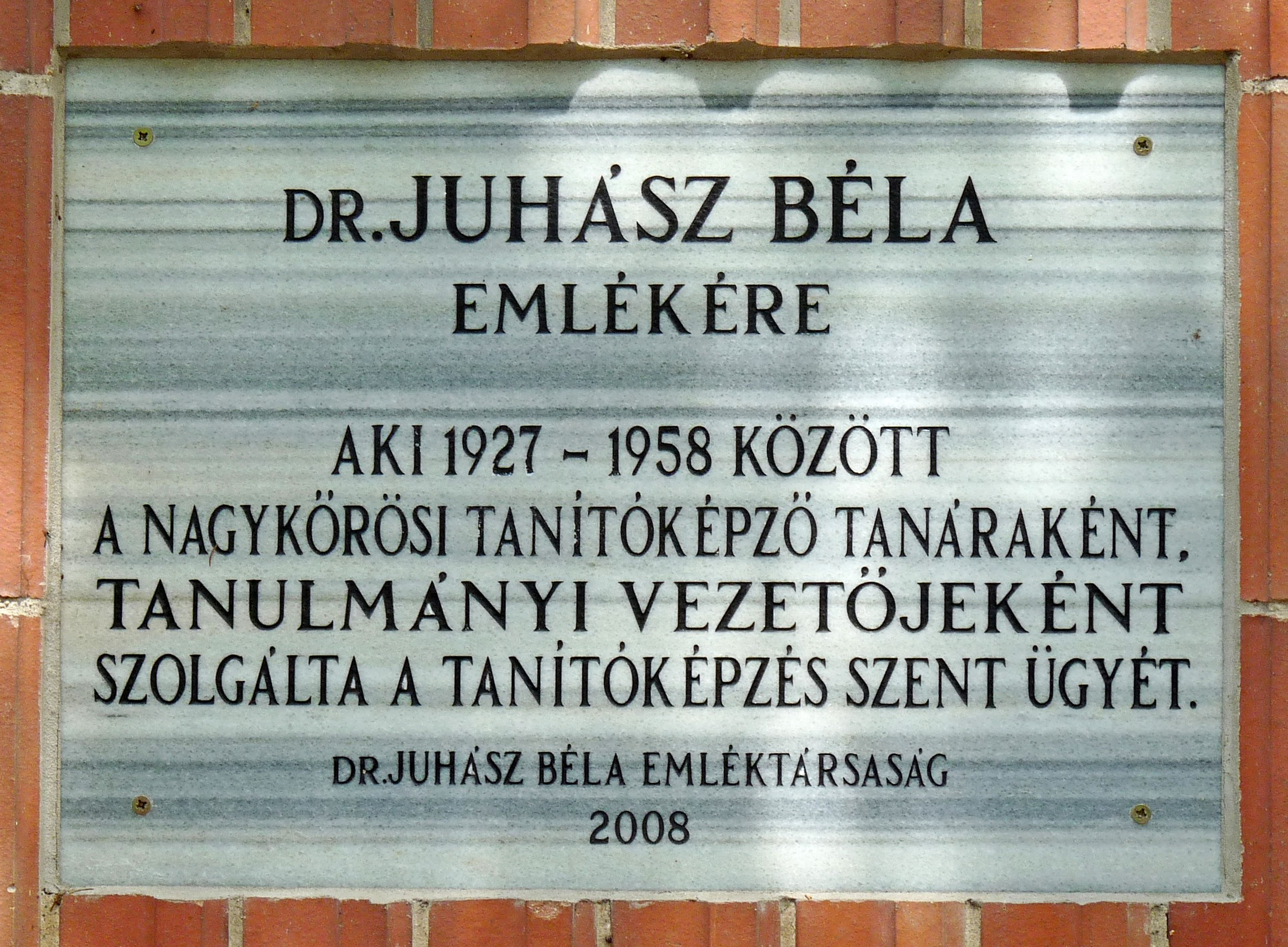
Juhász Béla, Hősök tere 5.
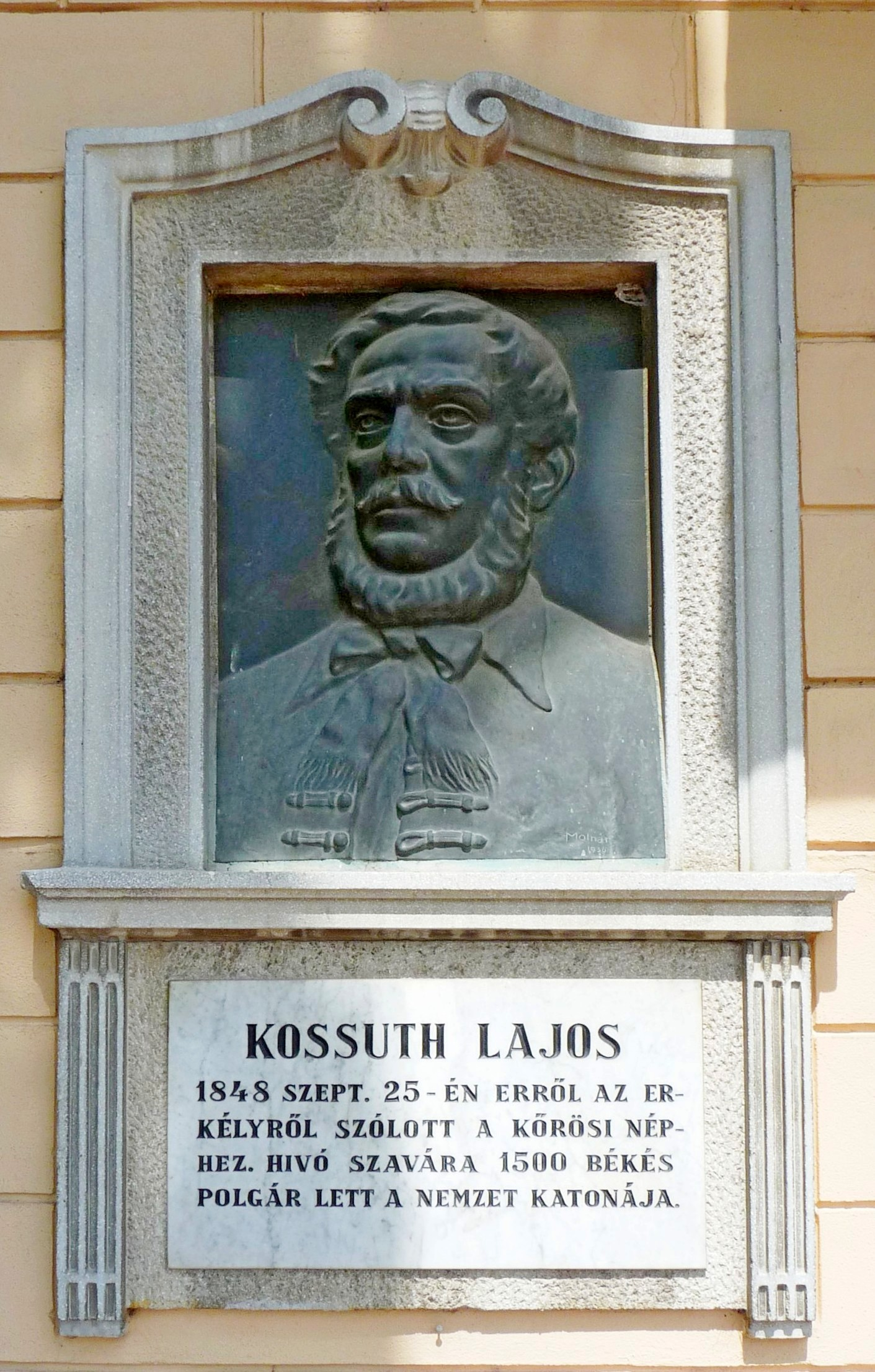
Kossuth Lajos, Szabadság tér 5. alkotó: Molnár Gyula
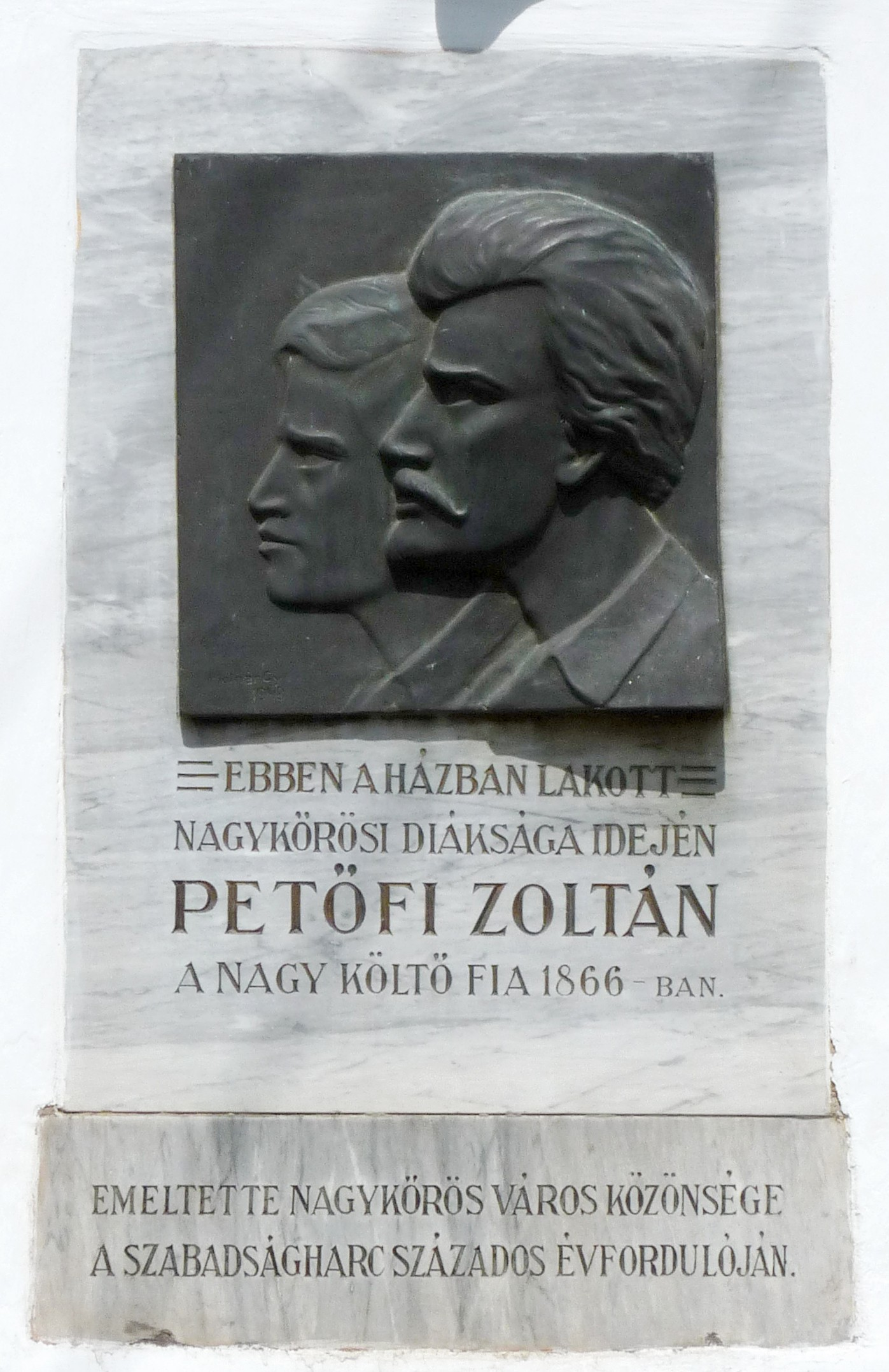
Petőfi Zoltán, Patay utca 1. alkotó: Molnár Gyula
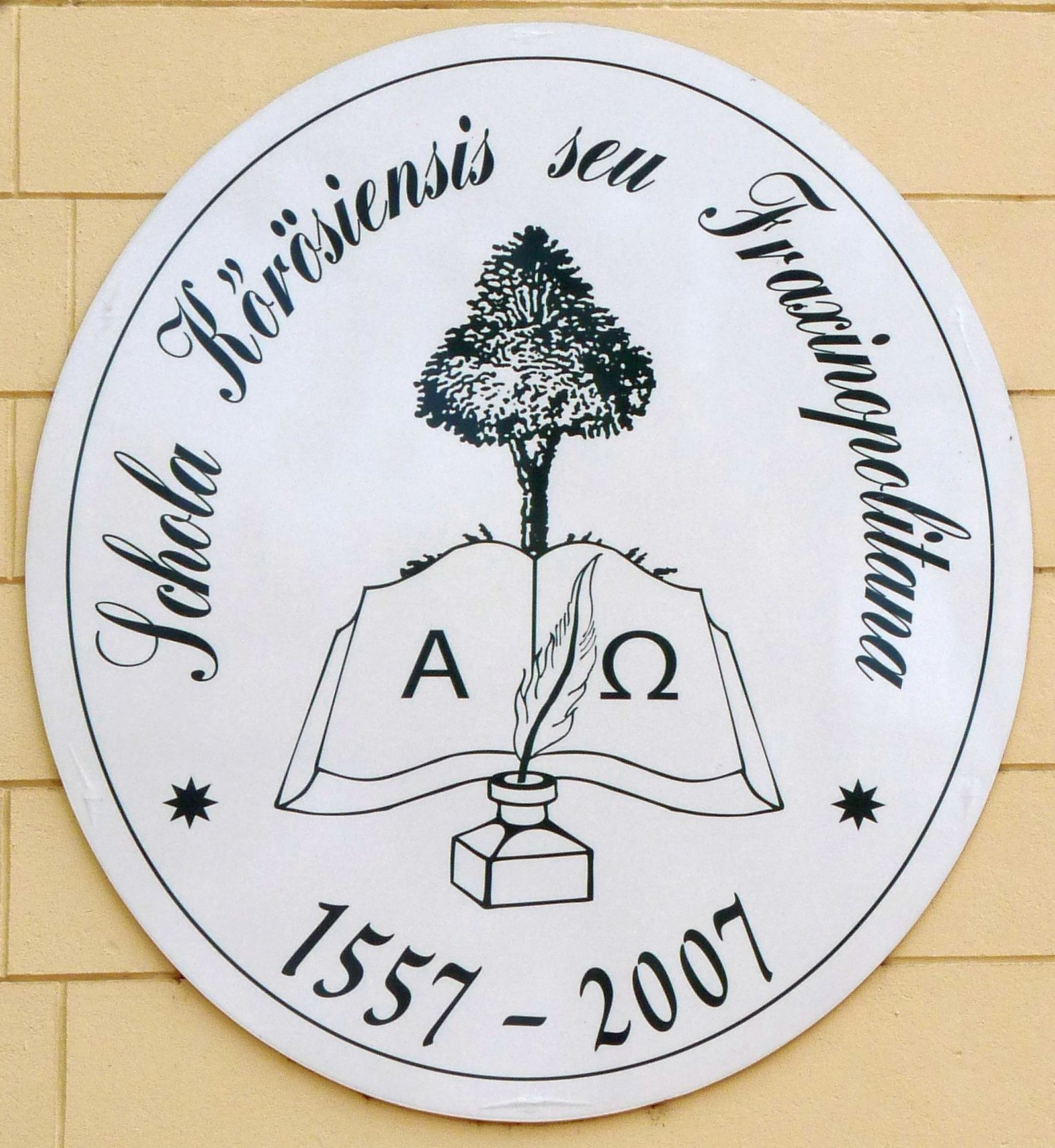
Schola Körösiensis 450. évf., Hősök tere 6.
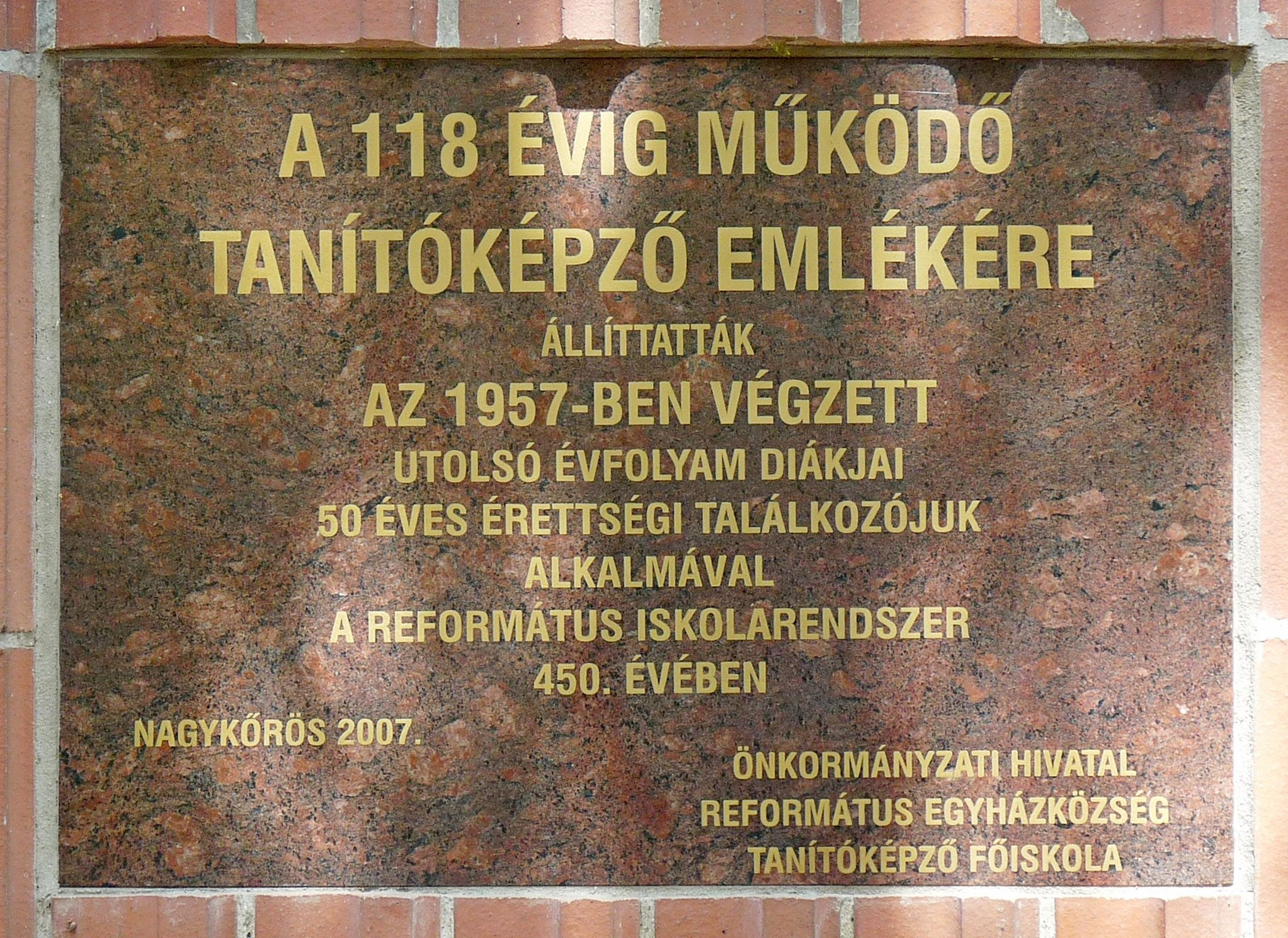
Tanítóképző, Hősök tere 5.
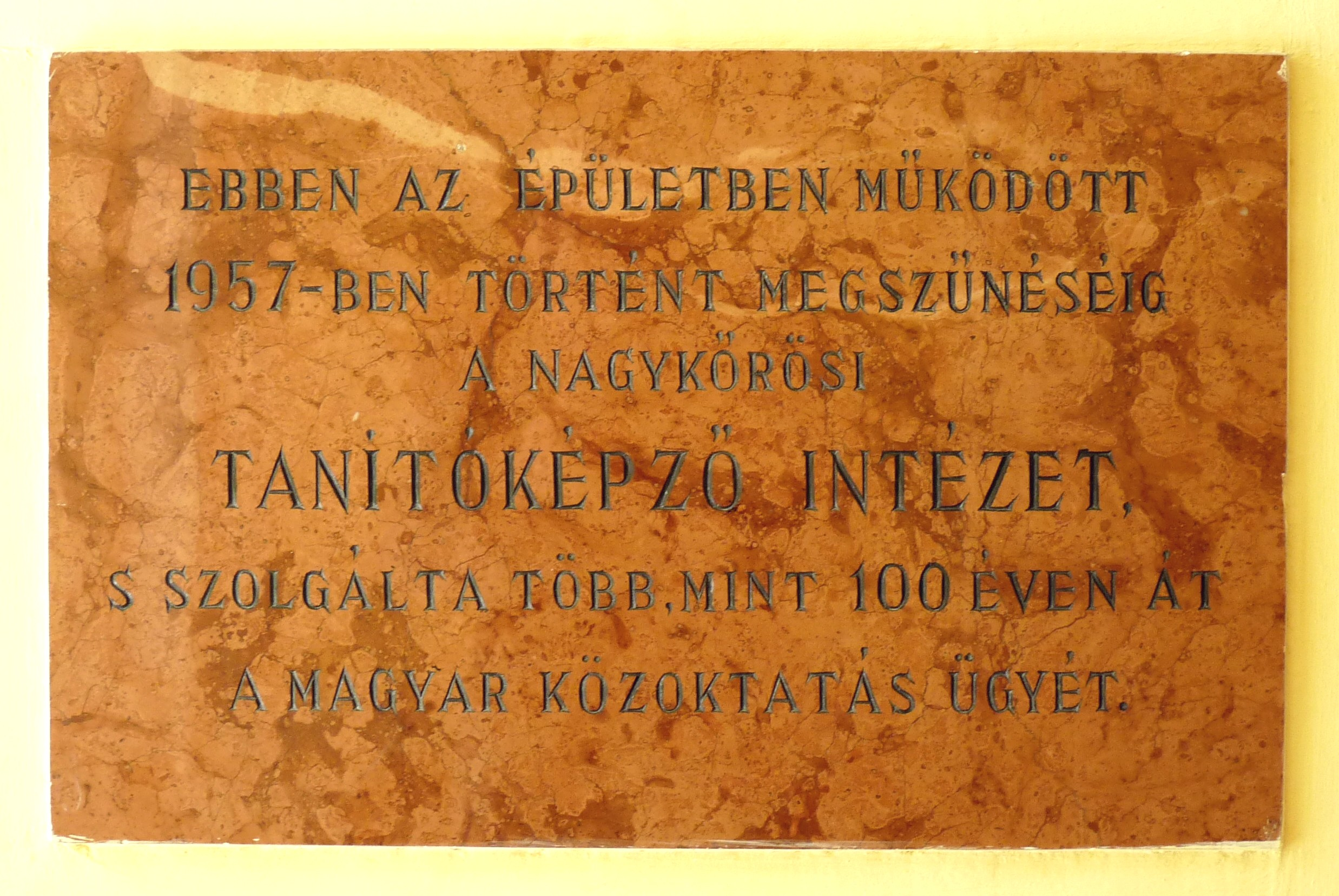
Tanítóképző, Hősök tere 8.
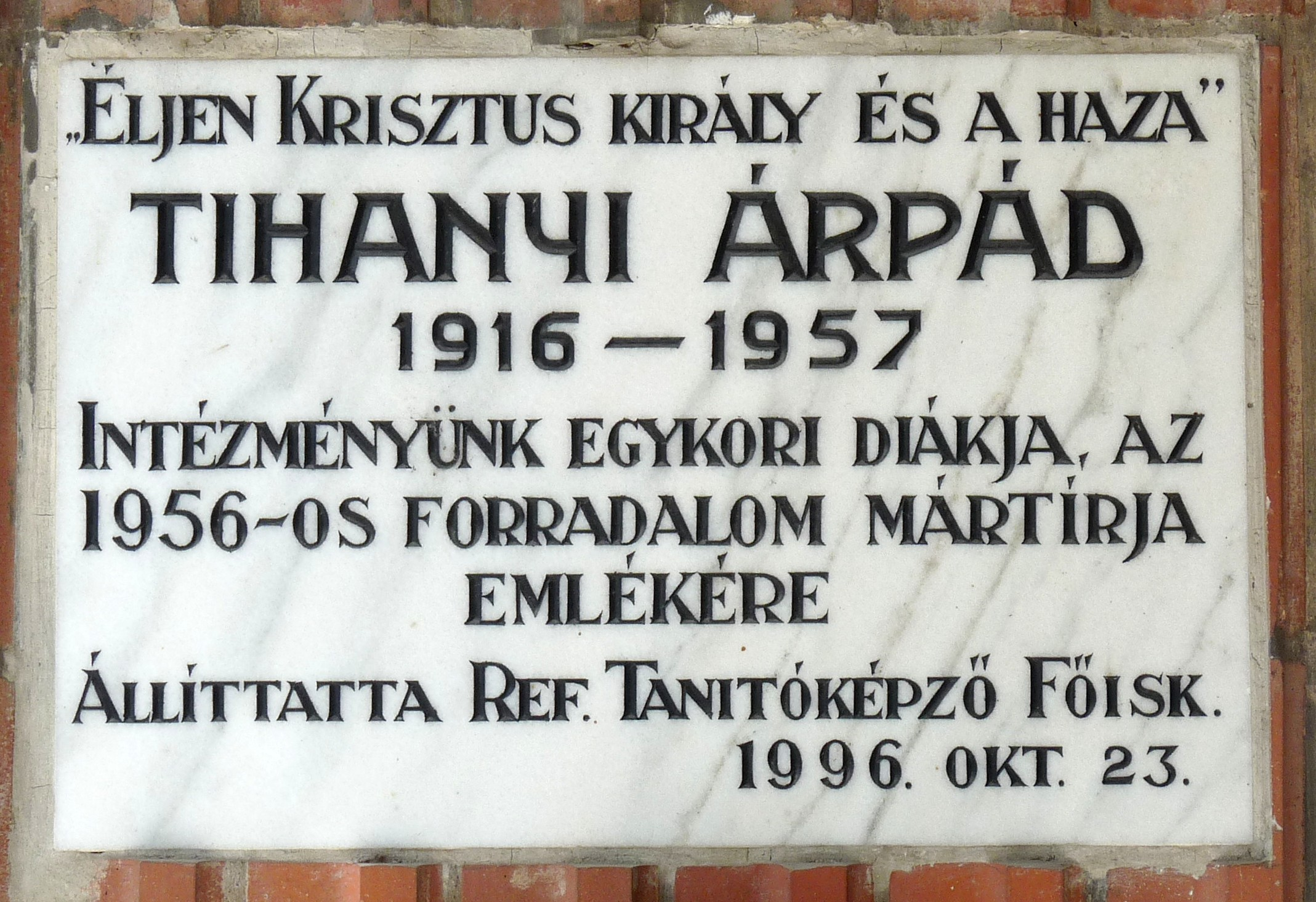
Tihanyi Árpád, Hősök tere 5.
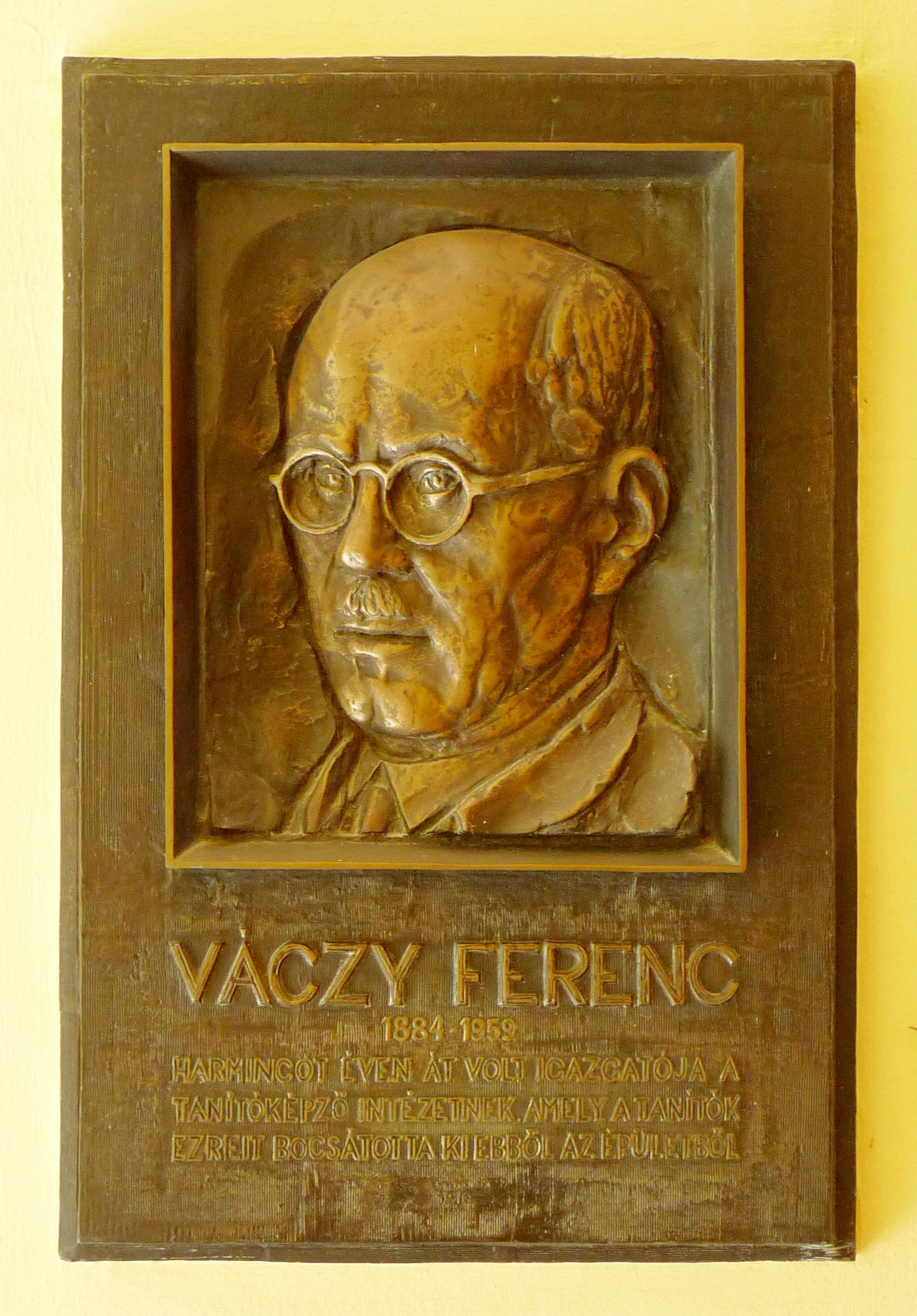
Váczy Ferenc, Hősök tere 8. alkotó: Csikai Márta

### Botlatókövek

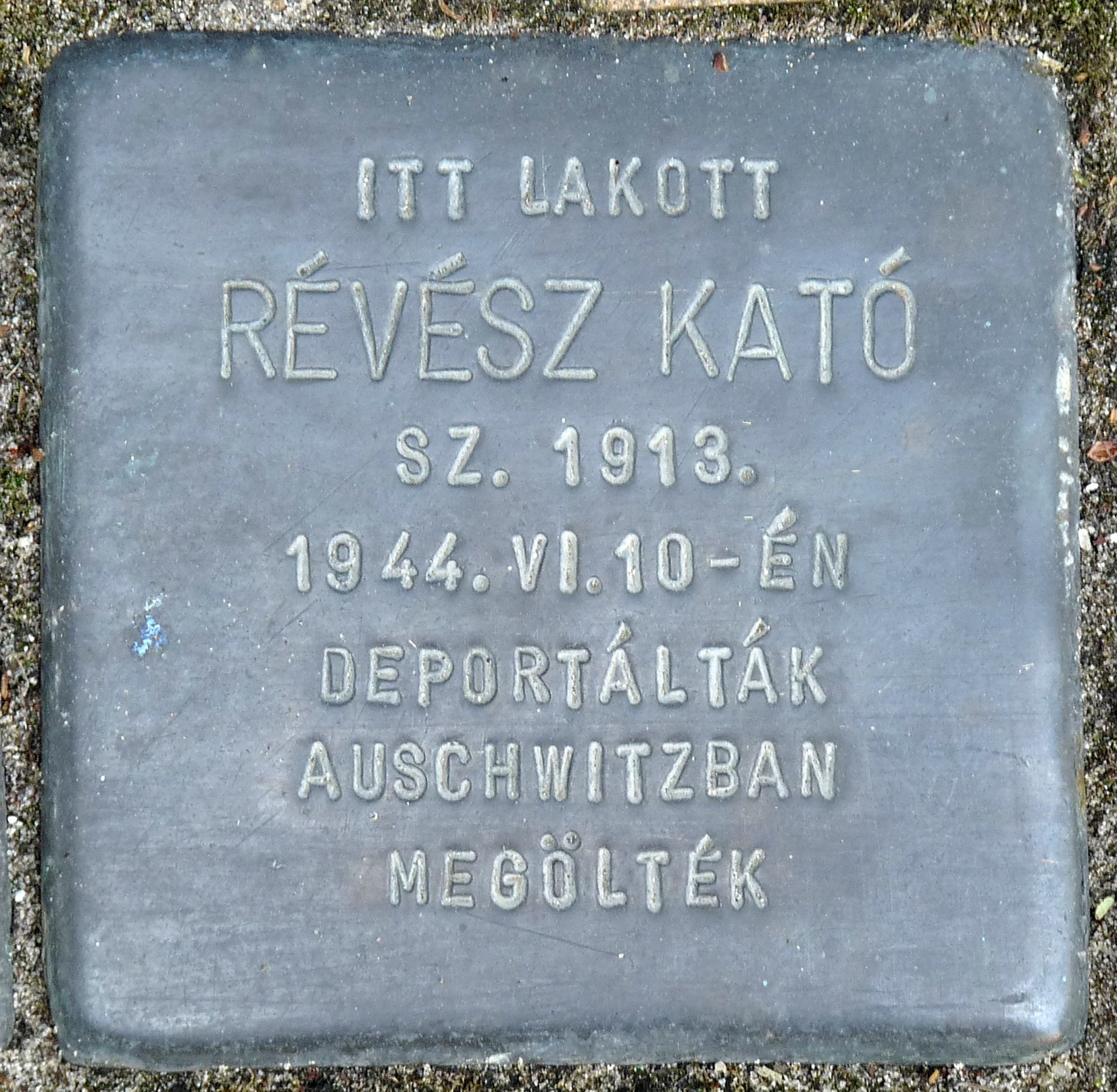
Révész Kató, Szabadság tér 9.
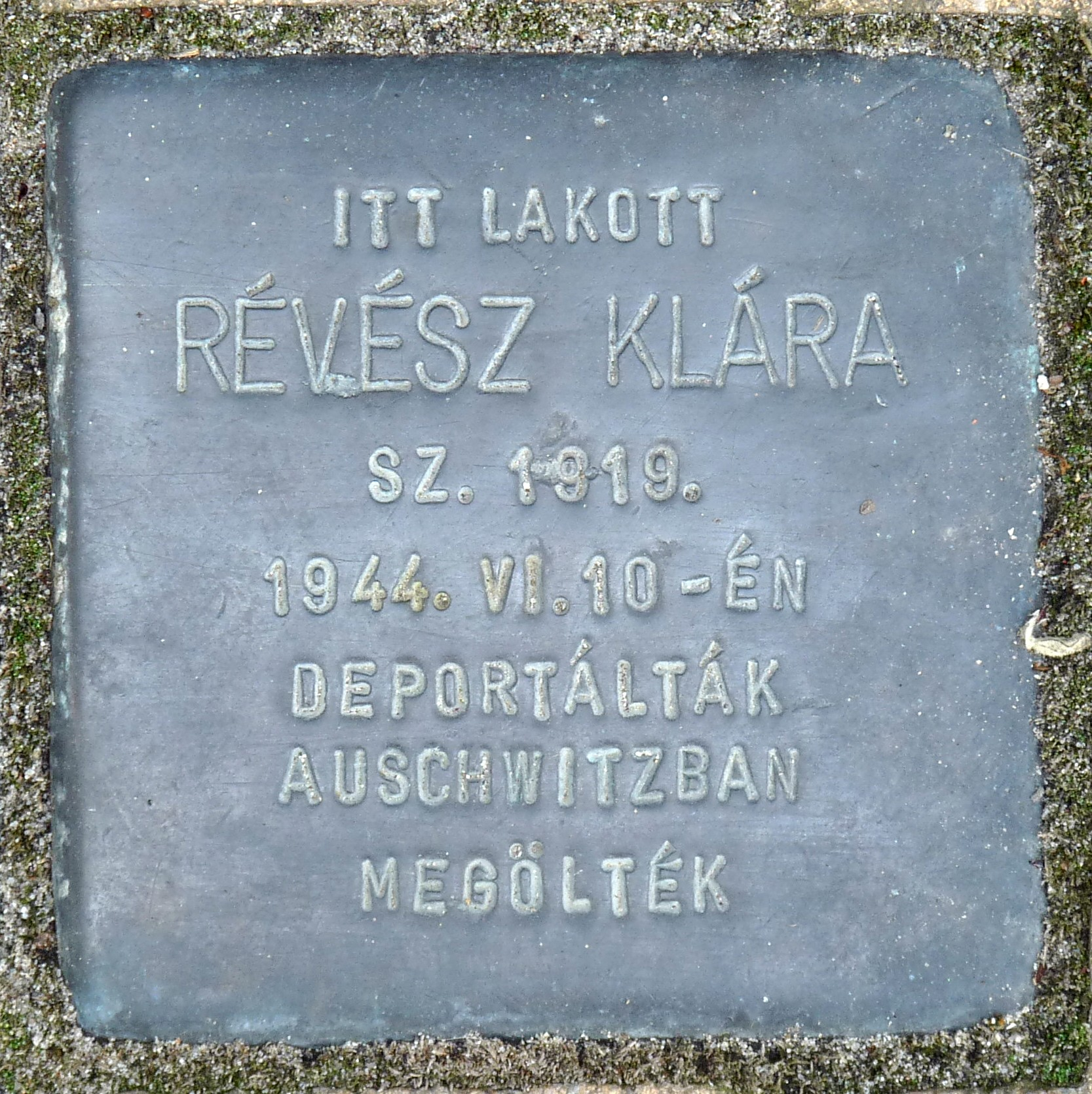
Révész Klára, Szabadság tér 9.
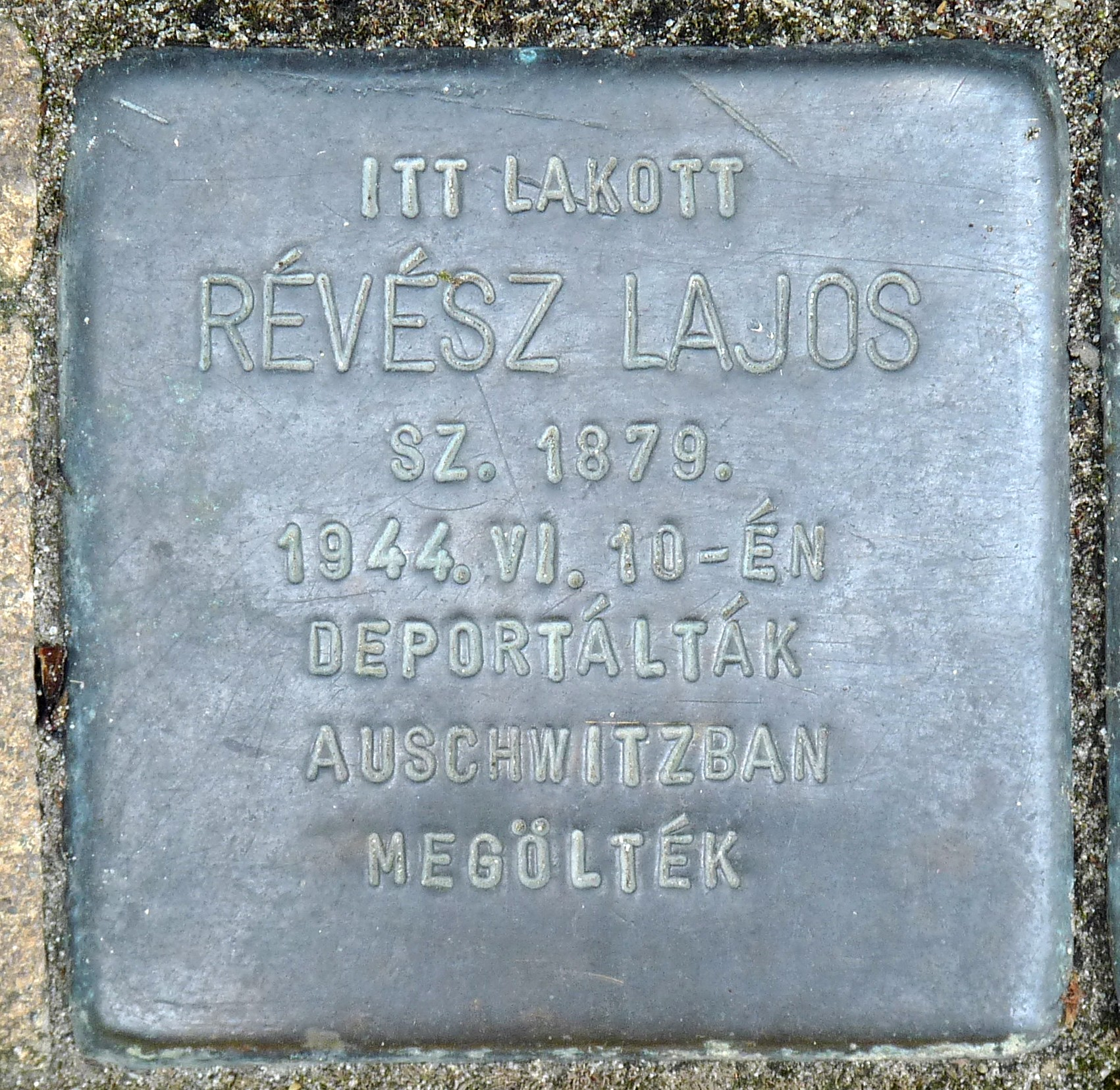
Révész Lajos, Szabadság tér 9.
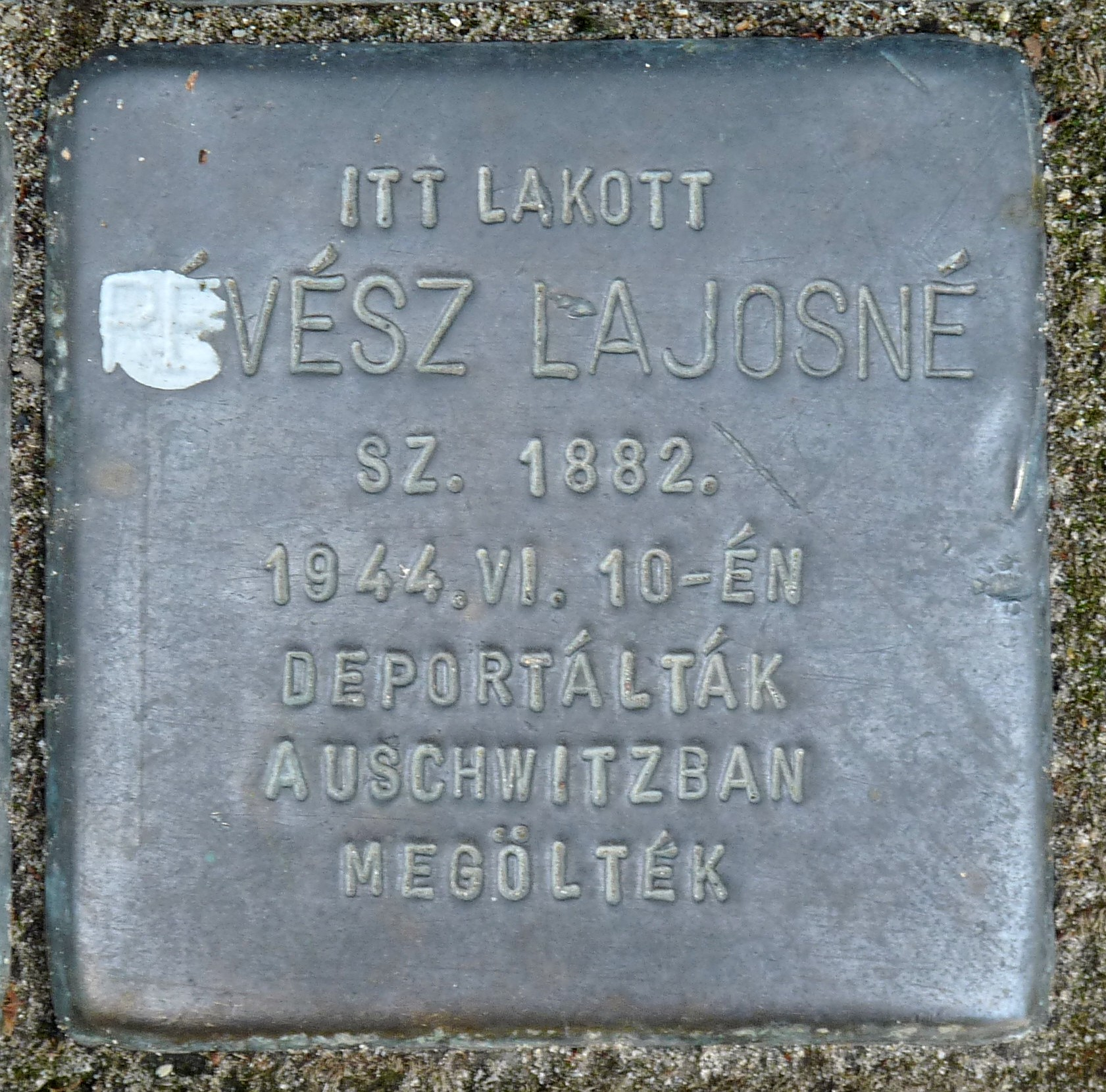
Révész Lajosné, Szabadság tér 9.
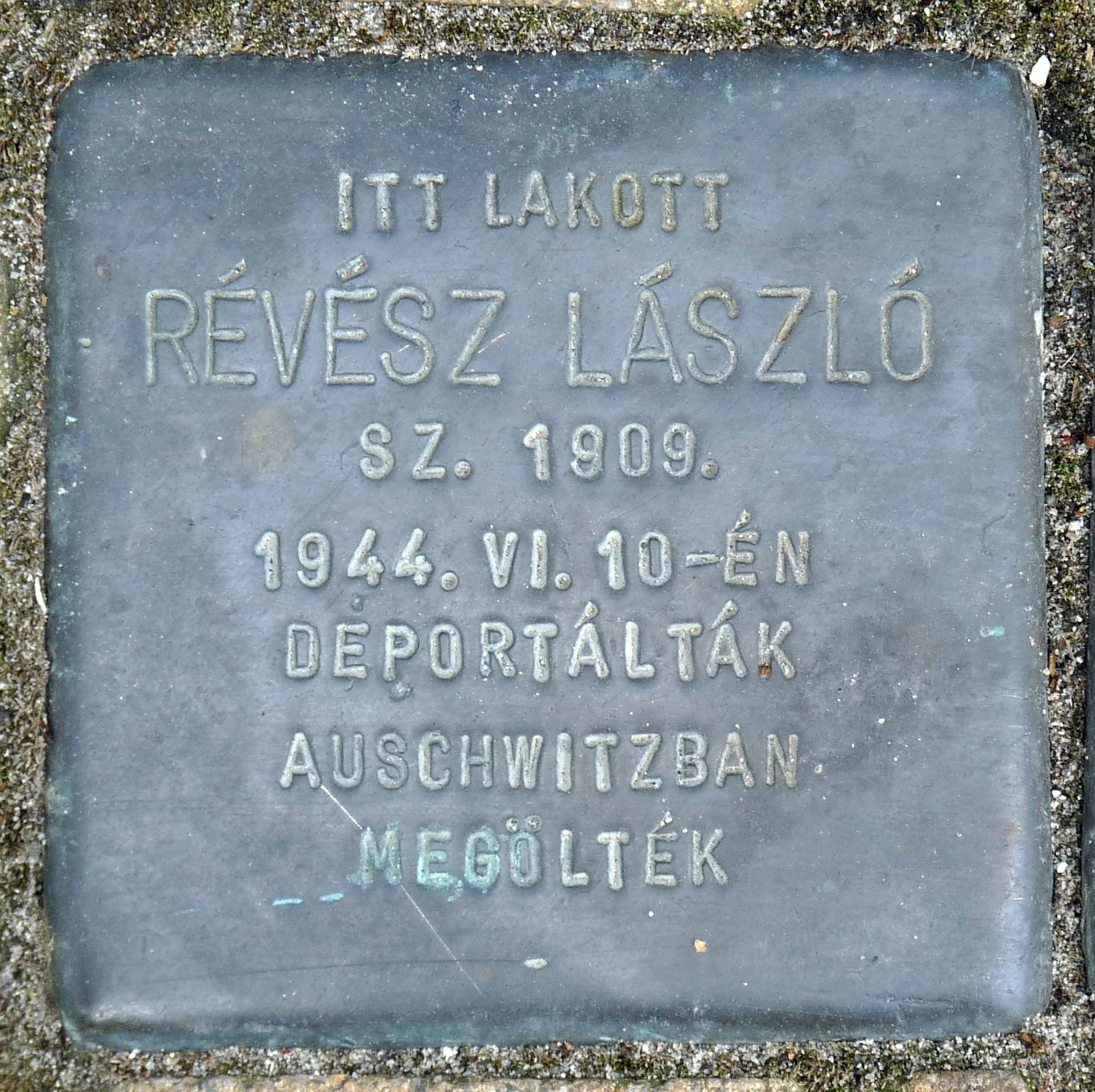
Révész László, Szabadság tér 9.
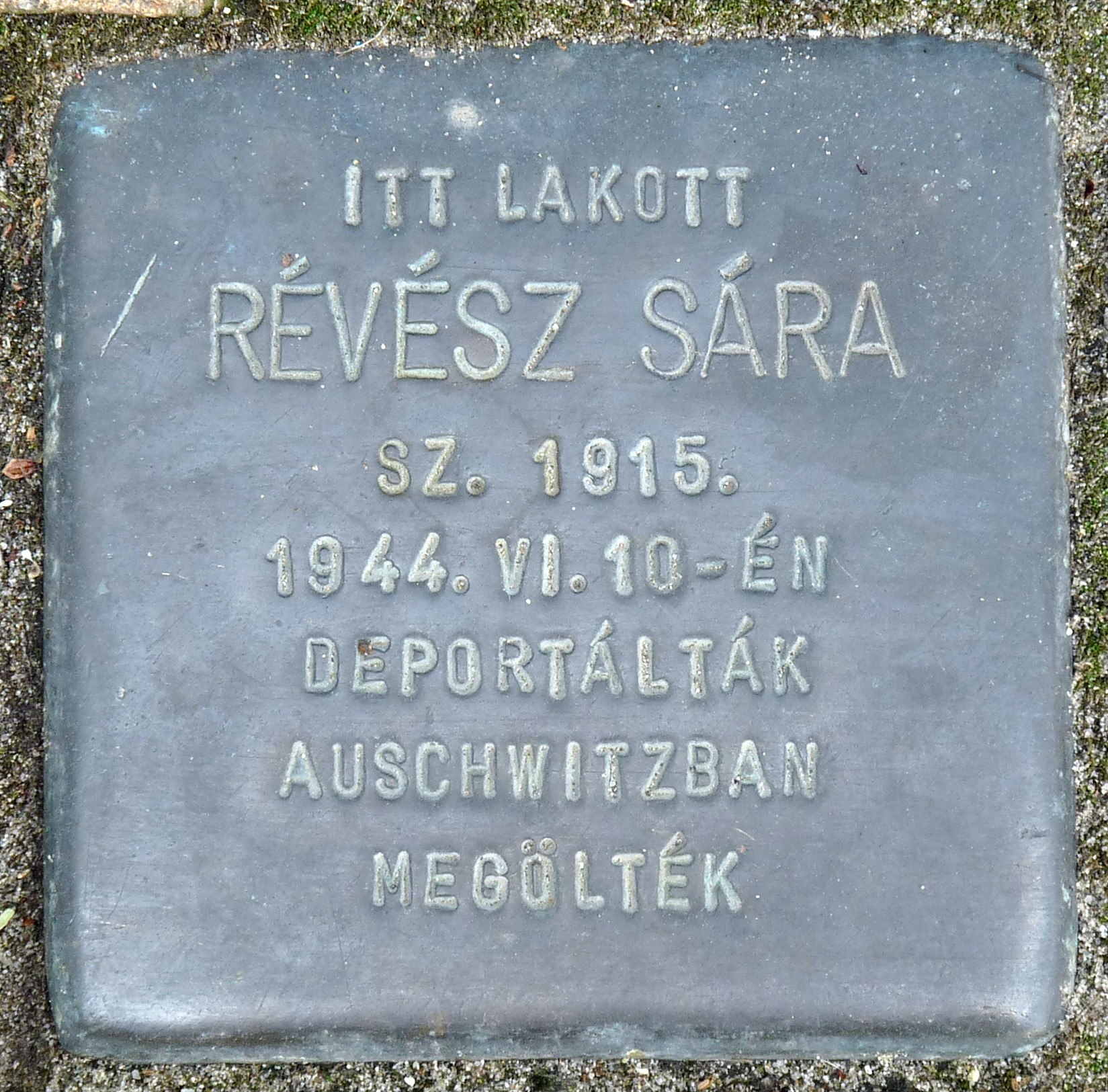
Révész Sára, Szabadság tér 9.

## Utcaindex
| Ceglédi út (19.) Arany János Hősök tere (5.) Juhász Béla, Tanítóképző, Tihanyi Árpád (6.) Arany János, Arany János Református Gimnázium 450. évf., Schola Körösiensis 450. évf. (8.) Arany János (3 db), Arany János Református Gyakorló Általános Iskola 20. évf., Tanítóképző, Váczy Ferenc Patay utca (1.) Petőfi Zoltán Szabadság tér (5.) Dezső Kázmér, Kossuth Lajos (9.) Révész Kató, Révész Klára, Révész Lajos, Révész Lajosné, Révész László, Révész Sára |